# Télé MB
 (novembre 2018).
Si vous disposez d'ouvrages ou d'articles de référence ou si vous connaissez des sites web de qualité traitant du thème abordé ici, merci de compléter l'article en donnant les références utiles à sa vérifiabilité et en les liant à la section « Notes et références ».
Télé MB, abréviation de Télévision Mons-Borinage, est une chaîne de télévision locale belge diffusée dans l'arrondissement de Mons.

## Histoire de la chaîne
L’asbl Télévision locale Mons-Borinage est fondée en 1985 par Maurice William et Jean-Claude Maréchal après agréation par le Ministre-Président de la Communauté française de Belgique avec promesse de subvention.
En février 1987, Télé MB réalise quelques émissions mensuelles d’une heure. Une nouvelle grille est installée en octobre 1988 avec un journal télévisé trois fois par semaine (lundi, mercredi et vendredi), accompagné d’un magazine spécifique, programme multidiffusé.
Le 10 juin 2000, Télé MB diffuse  pour la première fois de son histoire la ducasse de Mons en direct, grâce à une collaboration avec la RTBF. Ses premières grandes émissions en direct se déroulent en septembre et octobre 2000 dans le cadre de la campagne électorale (retransmission des débats). En septembre 2002, vu la présence de Dexia Mons-Hainaut (basket-ball) et du RAEC Mons (football) en division nationale, Télé MB développe sensiblement ses émissions sportives (4 à 5 par semaine).

## Organisation

### Dirigeants
Présidents :
- Maurice Willam : 1985 - janvier 2002
- Philippe Reynaert :  24 avril 2002 - mars 2007
- Guy Roland : depuis le 20 juin 2007
- Anne-Sophie Charle : depuis le 14 juin 2013

Vice-présidents :
- Jacqueline Galant, première vice-présidente depuis le 20 juin 2007
- Henri Cammarata, deuxième vice-président depuis le 20 juin 2007

Directeur général :
- Olivier Evrard

Responsable de la Rédaction :
- Virginie Peeters

Directeur des programmes :
- Jean-Claude Gérard : jusqu’au 30 novembre 2016

Directeur technique :
- Michel Chiachietta

### Budget
Son budget est de 2 114 000 euros.

### Sièges

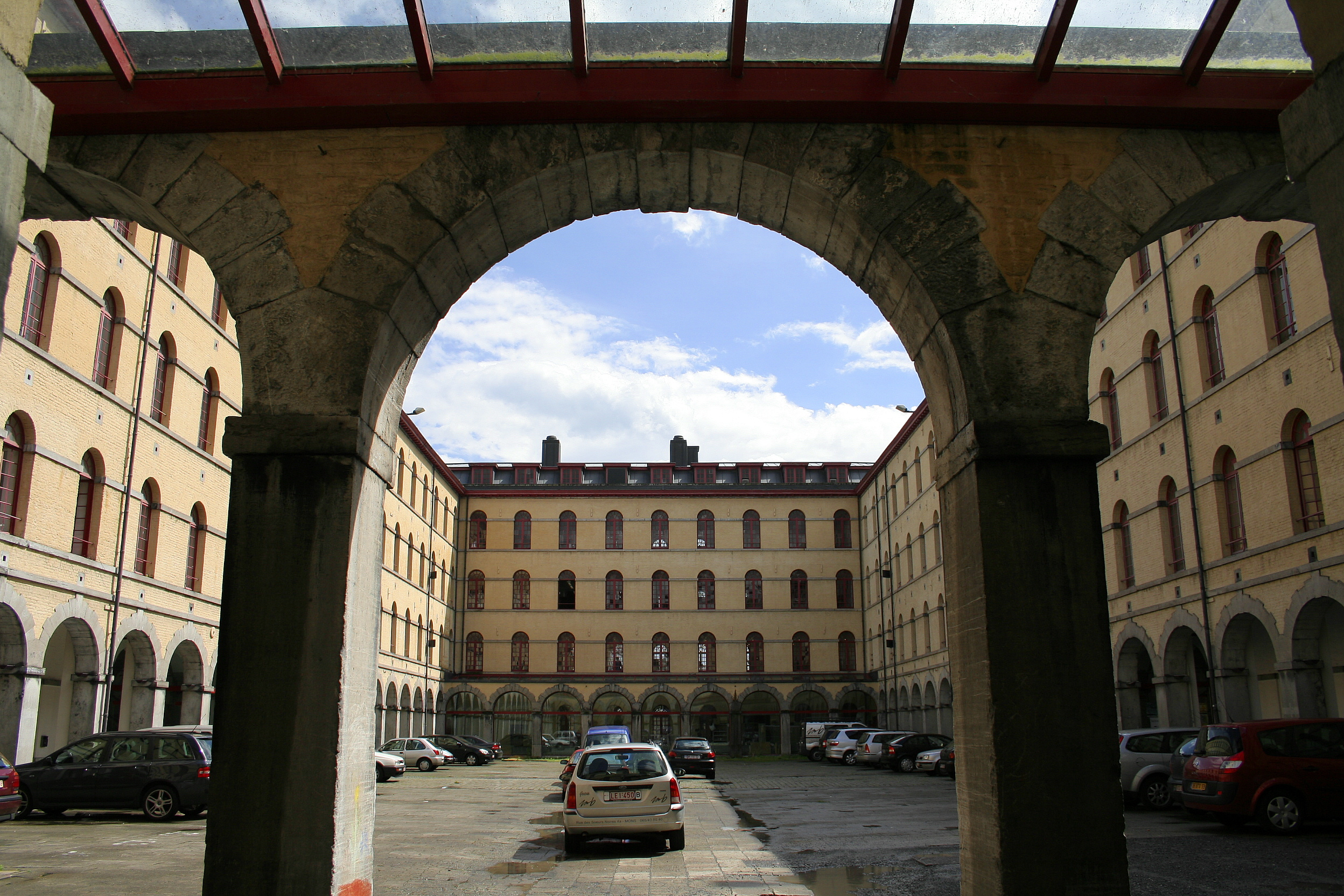
Le Carré des Arts, siège de Télé MB.

En février 1987, Télé MB s’installe dans une partie des locaux de la Maison de la Culture de Mons, les bureaux administratifs s’installant à la Maison de la Presse (siège social jusqu’en mars 2000). Sur proposition du ministre montois Elio Di Rupo,
Télé MB s’établit dans l’ancienne caserne Major Sabbe à Mons en janvier 1992 devenue le Carré des Arts. Cet imposant immeuble, situé au centre de Mons a été racheté par la Communauté française à la Défense nationale et est réaménagé par Télé MB qui reçoit pour l'occasion une subvention totale de 85 millions de francs belges (2 107 000 euros) de la Communauté française. Fin 1999, la chaîne est assurée d’un refinancement annuel de 15 millions FB (371 800 euros) provenant de la Communauté urbaine de Mons et des câblés pour assumer sa présence au Carré des Arts. Son installation définitive a lieu en avril et mai 2000 et  l'inauguration officielle du nouveau siège le 25 novembre.

## Programmes
Télé MB produit près de six à sept heures de programmes généralistes par semaine diffusés en boucle du lundi au vendredi de 18h00 à 1h30 et le samedi et le dimanche de 8h30 à 1h30.
La chaîne met l'accent sur l'information régionale et le sport sans oublier des magazines divers et autres émissions spéciales.
En 2014, Lufy présente quelques capsules hebdomadaires "Montois du Monde" sur la chaîne,.

## Programmes SPORT
Télé MB propose deux émissions sportives. Atout Sports le dimanche soir à 20h (en direct) et Lundi sports, le lundi à 18h20 après les infos.

## Diffusion
La zone de diffusion de Télé MB, telle qu’autorisée par le décret de la Communauté française de Belgique, correspond à l'arrondissement de Mons, soit une population d’environ 250 000 habitants. Télé MB est diffusée via la télédistribution (environ 80 000 abonnés) et l'ADSL.